# Semikonzervativnost

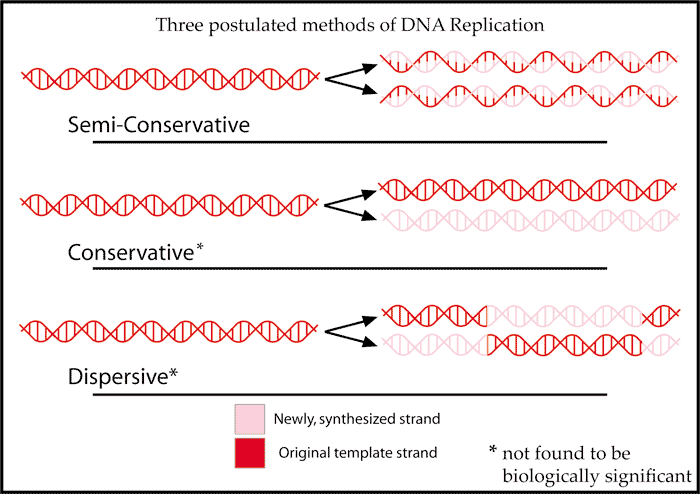
Ze tří možností, jak by mohl být replikován genetický materiál, je platný pouze semikonzervativní model

Semikonzervativnost je vlastnost charakteristická pro replikaci DNA. Tento pojem vyjadřuje, že každý nový DNA dvouřetězec se skládá z jednoho starého vlákna a jednoho nového vlákna. Přitom staré vlákno sloužilo při replikaci jako vzor (templát, matrice) pro syntézu vlákna druhého. Semikonzervativní model navrhli již Francis Crick a James Watson, nicméně konečný důkaz přinesl až slavný Meselsonův–Stahlův experiment, který využíval radioaktivního značení bakteriální DNA a následné kultivace bakterií v médiu bez radioizotopů.
Jelikož je princip semikonzervativnosti ve vědecké komunitě dobře známý, byl použit i pro některé další biologické procesy, které probíhají obdobně. Příkladem je zřejmě semikonzervativní přenos tzv. nukleozomů při replikaci DNA: bylo zjištěno, že core nukleozomy se nerozpadají zcela, ale pouze se dělí na dvě tetramerické části – přitom se H3/H4 tetramer histonů přenese buď na jedno, nebo na druhé dceřiné vlákno DNA a na druhém se dosyntetizují histony de novo.